# Maheesh Theekshana
Morawakage Maheesh Theekshana (* 1. August 2000 in Colombo, Sri Lanka) ist ein sri-lankischer Cricketspieler, der seit 2021 für die sri-lankischen Nationalmannschaft spielt.

## Aktive Karriere
Sein Debüt in der Nationalmannschaft gab er bei der Tour gegen Südafrika im September 2021. Bei seinem ODI-Debüt erzielte er 4 Wickets für 37 Runs und auch absolvierte er bei der Tour sein Twenty20-Debüt. Daraufhin wurde er für den ICC Men’s T20 World Cup 2021 nominiert und erreichte dabei gegen Namibia (3/25) und Irland (3/17) jeweils drei Wickets und wurde beim ersten Spiel als Spieler des Spiels ausgezeichnet. Im Februar 2022 gelangen ihm bei der Twenty20-Serie in Australien 3 Wickets für 24 Runs. Im Juli folgte dann sein Test-Debüt gegen Australien. Er war dann Teil des sri-lankischen Teams, das beim Asia Cup 2022 sich den Titel sichern konnte und erzielte dabei als beste Leistung in der Super-4-Runde gegen Pakistan 2 Wickets für 21 Runs. Auch beim ICC Men’s T20 World Cup 2022 konnte er dann gegen die Vereinigten Arabischen Emirate (2/15), die Niederlande (2/32) und Irland (2/19) drei Mal zwei Wickets erreichen. Herausragen konnte er dann beim ICC Cricket World Cup Qualifier 2023. So wurde er beim Vorrundensieg gegen Schottland für 3 Wickets für 41 Runs als Spieler des Spiels ausgezeichnet. In der Super-6-Runde gelangen ihm dann zunächst gegen die Niederlande drei Wickets (3/31), bevor er für die jeweils vier Wickets gegen Simbabwe (4/25) und die West Indies (4/34) als Spieler des Spiels ausgezeichnet wurde. Im Finale konnte er dann gegen die Niederlande noch ein Mal 4 Wickets für 31 Runs erreichen. Beim Asia Cup 2023 erreichte er gegen Bangladesch 3 Wickets für 69 Runs. Daraufhin wurde er für den Cricket World Cup 2023 nominiert.